# Charles Starkweather
Pour les articles homonymes, voir Starkweather.
Charles Raymond Starkweather (né le 24 novembre 1938 à Lincoln dans le Nebraska et mort le 24 juin 1959 dans le pénitencier d'État du Nebraska (en) à Lincoln) était un tueur en série américain qui a assassiné onze personnes dans les états du Nebraska et du Wyoming lors d’un road trip avec sa compagne adolescente, Caril Ann Fugate. Il devint un objet de fascination nationale aux États-Unis, inspirant notamment les films The Sadist, La Balade sauvage, Starkweather, Murder in the Heartland, Fantômes contre fantômes et Tueurs nés. Il a également inspiré la chanson « Nebraska » de Bruce Springsteen, qui pensait initialement l'intituler « Starkweather ». Liza Ward, la petite-fille des victimes C. Lauer et Clara Ward, a écrit un roman, « Outside Valentine », basé sur les événements de la tuerie de Starkweather.

## Jeunesse
Starkweather est né à Lincoln dans le Nebraska de Guy (1910-1979) et Helen Starkweather (1914-2008). Il était le troisième de sept enfants et a dit ne pas avoir de souvenirs horribles de sa vie de famille. La communauté de Lincoln considérait les Starkweather comme une famille forte avec des enfants bien éduqués. Guy Starkweather était aussi très doux; il était charpentier, souvent sans emploi en raison d’une polyarthrite rhumatoïde dans les mains. Durant ces périodes, la mère, Helen, devait subvenir aux besoins de la famille en travaillant en tant que serveuse.
En contraste avec les souvenirs paisibles de sa vie de famille, Starkweather ne possède aucun bon souvenir du temps qu’il a passé à l’école. Starkweather est né atteint de genu varum, une maladie congénitale mineure qui causa la difformité de ses jambes. Il a également souffert d’un trouble de la parole, ce qui amena ses camarades de classe à se moquer constamment de lui. Il était considéré comme un élève lent et a été accusé de ne jamais s’appliquer, mais durant son adolescence, on a découvert qu’il souffrait de myopie sévère, ce qui a affecté sa vision de façon drastique durant la majorité de sa vie.
La seule matière à l’école dans laquelle Starkweather excellait était l’éducation physique, où il trouva un moyen d'évacuer sa colère grandissante envers ceux qui l'avaient maltraité. Starkweather utilisa ces nouvelles aptitudes physiques pour commencer à se venger de ceux qui l’avait maltraité, et bientôt, sa colère s’étendit de quiconque avait été cruel avec lui à quiconque ne lui plaisait pas. Starkweather passa rapidement de l’enfant le mieux élevé de la communauté à l’un des plus problématiques. Son ancien camarade d’école, Bob Von Busch, déclara plus tard :
He could be the kindest person you've ever seen. He'd do anything for you if he liked you. He was a hell of a lot of fun to be around, too. Everything was just one big joke to him. But he had this other side. He could be mean as hell, cruel. If he saw some poor guy on the street who was bigger than he was, better looking, or better dressed, he'd try to take the poor bastard down to his size. (« Il pouvait être la personne la plus gentille que vous ayez jamais vue. Il pouvait faire n’importe quoi pour vous s’il vous aimait. On avait du plaisir à être avec lui. Tout était juste une grosse blague pour lui. Mais il avait cet autre côté. Il pouvait être méchant à mort, cruel. S’il voyait un pauvre homme dans la rue qui était plus grand que lui, avait meilleure allure, ou était mieux vêtu, il essayait de le ramener à son niveau. »).
Avec Von Busch, Starkweather developpa une obsession pour James Dean, et commença à se coiffer et se vêtir pour ressembler à Dean. Starkweather avait de l’empathie pour le personnage rebelle de Dean, croyant qu’il avait trouvé un esprit analogue en quelque sorte, quelqu’un qui avait souffert d’un ostracisme similaire au sien, qu’il pouvait admirer. Starkweather développa un sérieux complexe d’infériorité et commença à avoir de la répugnance pour lui-même, était exempt de morale, croyant qu’il ne pouvait rien faire correctement et que ses échecs allaient le vouer à une vie de pauvreté et de misère.

## Caril Ann Fugate
En 1956, Starkweather, alors âgé de 18 ans, fut présenté à Caril Ann Fugate, 13 ans.
Starkweather abandonna l’école peu après avoir rencontré Fugate, et commença à travailler dans un entrepôt près de son école pour pouvoir la voir tous les jours. Starkweather était considéré comme un mauvais travailleur. Son supérieur se rappela plus tard : Sometimes you'd have to tell him something two or three times. Of all the employees in the warehouse, he was the dumbest man we had. (« Parfois il fallait lui dire quelque chose deux ou trois fois. De tous les employés dans l’entrepôt, c’était l’homme le plus stupide. »).
Starkweather apprit à Fugate à conduire et, un jour, elle prit sa Ford 1949 et fonça dans une autre automobile. Le père de Starkweather, en tant que propriétaire légal du véhicule, fut forcé de payer les dommages. Cela causa une bagarre entre Starkweather et son père. Guy Starkweather, en ayant finalement assez des agissements de son fils, le mit à la porte.
Charles quitta son emploi et alla travailler comme éboueur avec un salaire minimum. Une des maisons sur sa route était la résidence du futur animateur de talk show Dick Cavett, et Starkweather fit la connaissance passagère du père de Cavett. Starkweather retomba dans ses visions amorales de la société et de la vie, croyant que sa situation du moment était le facteur déterminant de la façon dont il allait vivre le reste de sa vie. Il utilisa la route des vidanges pour commencer à planifier des vols de banques, et finit par trouver sa philosophie personnelle selon laquelle il allait vivre le reste de sa vie : Dead people are all on the same level. (« Les gens morts sont tous au même niveau. »).

## Premier meurtre
Le 30 novembre 1957, Starkweather se rendit dans une station service de Lincoln où il essaya d’acheter à crédit un chien en peluche pour Fugate. Le préposé, Robert Colvert, refusa et Starkweather partit, furieux. À trois heures du matin, Charles retourna à la station service avec un fusil de chasse de calibre 12. D'abord, il laissa le fusil dans sa voiture, alla à la station et acheta des cigarettes auprès de Colvert qui travaillait seul. Starkweather partit, conduisit un peu, puis retourna à la station service, laissant encore le fusil dans sa voiture. Cette fois, il acheta un paquet de chewing gum, puis retourna dans sa voiture. Il se gara à une distance raisonnable de la station service, se mit un foulard et un chapeau, puis marcha jusqu’à la station avec le fusil et un sac en toile. Il menaça Colvert de son fusil et prit 100$ dans la caisse, avant de forcer Colvert à marcher jusqu’à sa voiture. Starkweather conduisit Colvert dans un endroit abandonné et le fit descendre de la voiture, moment pendant lequel Colvert attaqua Starkweather et essaya de lui prendre le fusil. Un coup de fusil partit tout seul au cours de la bagarre, faisant tomber Colvert à genoux ; puis, Starkweather tua Colvert d'un coup de fusil dans la tête.
Starkweather déclara plus tard lors des interrogatoires qu’il pensait qu’il s'était transcendé pour atteindre une nouvelle phase de son existence dans laquelle il était au-dessus et en dehors des lois. Il confia rapidement ce vol à Fugate, déclarant que quelqu'un d’autre avait tué Colvert, ce que Fugate ne crut pas.

## Tuerie de 1958
Le 21 janvier 1958, Starkweather alla rendre visite à Fugate dans sa maison délabrée. Ne la trouvant pas à la maison, il se disputa avec la mère et le beau-père de Fugate, Velda et Marion Barlett, pour les tuer par la suite. Après que Fugate fut arrivée à la maison, il matraqua à mort, étrangla et poignarda sa petite sœur de deux ans, Betty Jean. Il cacha les corps à divers endroits derrière la maison. Ils restèrent tous les deux à la maison pendant six jours, éloignant les gens avec une note collée à la porte, écrite par Fugate, et qui disait Stay a Way Every Body is sick with the Flue. - Velda Bartlett (« Restez éloignés, tout le monde est malade de la grippe - Velda Bartlett »). La grand-mère de Fugate devint suspicieuse et appela la police. Lorsqu’ils arrivèrent le 27 janvier, Starkweather et Fugate étaient déjà partis.
Starkweather et Fugate allèrent en voiture jusqu’à la ferme d'August Meyer, un ami de la famille Starkweather, à Bennet dans le Nebraska, que Starkweather tua d'un coup de fusil dans la tête. Peu de temps après, la voiture de Starkweather et Fugate fut prise dans la boue et ils durent l'abandonner. Lorsque Robert Jensen et Carol King, deux adolescents du coin, s’arrêtèrent pour les aider, Starkweather les força à les conduire à un abri anti-tornade abandonné où ils furent tués tous les deux d'un coup de fusil. Starkweather admit avoir tiré sur Jensen mais déclara plus tard que Fugate avait tiré sur King. Ils prirent la voiture de Jensen.
Ils retournèrent tous les deux à Lincoln dans le quartier le plus riche de la ville, où ils s’introduisirent dans la maison de C. Lauer Ward, un industriel local, et sa femme Clara. Cette dernière et la bonne, Lillian Fencl, furent poignardées à mort. Starkweather admit plus tard avoir lancé un couteau sur Clara, mais accusa Fugate de lui avoir infligé les multiples blessures qui furent trouvées sur son corps. Il l'accusa également d'avoir poignardé Fencl, dont le corps présentait de multiples blessures à l'arme blanche. Lorsque le mari de Ward rentra chez lui ce soir-là, Starkweather le tua d'un coup de fusil. Starkweather et Fugate remplirent la Packard noire de Lauer de bijoux pris dans la maison et fuirent le Nebraska.
Le meurtre des Ward et de Fencl provoqua une activité frénétique dans le comté de Lancaster, tous les services de police de la région se lançant dans une fouille de maison en maison à la recherche des tueurs. Victor Emanuel Anderson, le gouverneur du Nebraska, contacta la Garde Nationale et le chef de police de Lincoln appela à une fouille de toute la ville. Des témoignages de personnes ayant aperçu les deux fugitifs affluèrent, avec concomitamment des accusations d’incompétence contre les autorités pour leur incapacité à capturer le couple.
Ayant besoin d’une nouvelle voiture en raison du manque de discrétion de la Packard de Lauer, ils trouvèrent Merle Collison, un commercial, qui dormait dans sa Buick au bord de l’autoroute près de Douglas dans le Wyoming. Après avoir réveillé Collison ils le tuèrent. Starkweather déclara plus tard que Fugate lui avait donné le coup de grâce alors que son fusil s'était enrayé. Starkweather déclara que Fugate était the most trigger happy person he had ever met (« la personne à la gâchette la plus facile qu'il ait jamais rencontrée »). La voiture du vendeur avait une pédale de frein d’urgence, ce qui était nouveau pour Starkweather. Alors qu’il essayait de s’en aller, la voiture cala. Il essayait de redémarrer la voiture lorsqu'un automobiliste s’arrêta pour les aider. Starkweather le menaça avec son fusil et une bagarre éclata. Un shérif adjoint arriva sur la scène à ce moment. Fugate courut vers lui, en criant It's Starkweather! He's going to kill me! (« C’est Starkweather! Il va me tuer! »). Starkweather essaya d’échapper à la police, en roulant à plus de 160 kilomètres à l’heure. Une balle transperça le pare-brise et du verre coupa Starkweather, suffisamment pour provoquer un saignement. Il s'arrêta alors et se rendit. Le shérif Earl Heflin dit He thought he was bleeding to death. That's why he stopped. That's the kind of yellow son of a bitch he is. (« Il croyait qu’il saignait à mort. C’est pourquoi il s'est arrêté. Cela montre quel poltron il est. »).
Starkweather et Fugate furent arrêtés à Douglas.

## Procès et exécution
Starkweather a choisi d’être extradé du Wyoming vers le Nebraska. Lui et Fugate y sont arrivés fin janvier 1958. Il croyait que les deux États l’auraient exécuté de toute façon. Il ignorait que Milward Simpson (en), gouverneur du Wyoming de l’époque, s’opposait à la peine de mort. 
Tout d'abord, Starkweather déclara qu'il avait kidnappé Fugate et qu'elle n’avait rien à voir avec les meurtres. Cependant, il changea de version à plusieurs reprises, témoignant à son procès qu’elle était une complice consentante. Fugate a toujours maintenu qu’il la tenait en otage en menaçant de tuer sa famille, affirmant qu'elle ignorait qu’ils étaient déjà morts. Le juge Harry A. Spencer (1903-2007) ne crut jamais que Fugate eut été retenue en otage par Starkweather, compte tenu du fait qu'elle avait eu de nombreuses occasions de s'échapper. Charles Starkweather fut condamné à mort pour le meurtre de Robert Jensen, le seul pour lequel il fut jugé. Fugate fut condamnée à la détention à vie.
L'exécution de Starkweather fut sursise à quatre reprises. Le sursis le plus extraordinaire dont il bénéficia eut peut-être lieu le 22 mai 1959 alors que son exécution devait avoir lieu dans 98 minutes : un juge l'annula soudainement après avoir été contacté par le père de Starkweather, qui avait en réalité durant la nuit, téléphoné à des juges fédéraux en vue d'empêcher l'exécution. 
Starkweather fut finalement exécuté sur la chaise électrique du pénitencier de l’État du Nebraska à Lincoln le 25 juin 1959. Ironiquement, le docteur Beverly Arthur Finkle (1884-1959), médecin vétéran du pénitencier, qui devait vérifier si le tueur était bien mort, décéda d'une crise cardiaque quelques minutes avant son exécution. Lorsque le sous-directeur du pénitencier, John Greenholtz, demanda à Starwkeather s'il avait une dernière déclaration à faire, il fit un geste de la tête pour signifier son refus. Cinq décharges électriques furent envoyées dans le corps de Starkweather lors de l'exécution, à laquelle une quarantaine de personnes assistèrent. Ce fut la dernière application de la peine de mort dans le Nebraska jusqu'en 1994. 
Il a été enterré au cimetière de Wyuka (en) à Lincoln, au même endroit que cinq de ses victimes : la famille Bartlett et le couple Ward.
Fugate fut libérée sur parole en 1976. Elle s'est installée à Lansing dans le Michigan, où elle a changé de nom et travaillé comme assistante de conciergerie, puis femme de ménage dans un hôpital avant de prendre sa retraite. Elle s'est mariée tardivement en 2007 et refuse de parler des meurtres. Le 5 août 2013, son mari Frederick A. Clair meurt lors d'un accident de la route à Tekonsha, au cours duquel Caril Ann est grièvement blessée.

## Influence culturelle
Stephen King fut fortement inspiré par les meurtres de Starkweather lorsqu’il était plus jeune, gardant un scrapbook d’eux et incorporant plusieurs avatars de Starkweather dans ses œuvres. Par exemple, il est dit que Starkweather était un collègue de classe de Randall Flagg dans « Le Fléau ». King a également affirmé lors d'une interview que son personnage The Kid, qui apparaît dans la version complète de « Le Fléau » se veut être une réincarnation de Charles Starkweather.
Le cas Starkweather-Fugate a inspiré, entre autres, les films « La Balade sauvage » (1973, avec Martin Sheen et Sissy Spacek) et « Tueurs nés » (1994, avec Woody Harrelson et Juliette Lewis). Le téléfilm « Murder in the Heartland » (1993) est une description biographique de Starkweather avec Tim Roth dans le rôle principal, alors qu’en 1983, « Stark Raving Mad », un film avec Russell Fast et Marcie Severson, fournit une version fictionnelle des meurtres de Starkweather et Fugate. Le film Fantômes contre fantômes, de Peter Jackson, met en scène un couple meurtrier inspiré par Starkweather et Fugate. Après avoir commis leur 12e meurtre, Bartlett (l'homme) annonce triomphalement : "Un de plus que Starkweather !" (One more than Starkweather!). L'épisode 13 de la saison 6 de la série télévisée américaine Esprits criminels intitulé La Treizième Étape semble également s'inspirer fortement de l'affaire Starkweather. Celui-ci met en scène un jeune couple de drogués fraichement mariés (interprétés par Jonathan Tucker et Adrianne Palicki) commettant une série de meurtres (principalement dans des stations-services) lors d'un road trip à travers le Dakota du Nord, le Montana, l'Idaho et l'État de Washington.

## Liste des victimes connues
1. Robert Colvert (21 ans), commis de station service
2. Marion Bartlett (58 ans), beau-père de Caril Ann
3. Velda Bartlett (36 ans), mère de Caril Ann
4. Betty Jean Bartlett (2 ans), fille de Marion et Velda
5. August Meyer (70 ans), ami de la famille Starkweather
6. Robert Jensen (17 ans), petit ami de Carol
7. Carol King (16 ans), petite amie de Robert
8. C. Lauer Ward (47 ans), riche industriel
9. Clara Ward (46 ans), femme de C. Lauer Ward
10. Lillian Fencl (51 ans), bonne de Clara Ward
11. Merle Collison (34 ans), représentant de commerce

Starkweather a tué également deux chiens appartenant à ses victimes.